# JXTA
 (août 2018).
JXTA est un projet open source lancé par Sun Microsystems en avril 2001. JXTA vient du mot anglais « Juxtapose ». En effet le but de JXTA est de pouvoir interconnecter n'importe quel système sur n'importe quel réseau. Le peer-to-peer permet d'interconnecter un ordinateur avec un PDA, ou un téléphone portable, etc. et JXTA permet de créer une sorte de réseau au-dessus des autres.

## État en 2022
En mars 2004, le projet JXTA, c'étaient plus de 17 000 développeurs et plus d'une centaine de projets adoptant cette nouvelle technologie. Sun cherchait à l'imposer comme un standard du peer-to-peer et détrôner ainsi Gnutella. De plus en plus de sociétés utilisaient JXTA pour leurs projets.
Début 2010, le nombre de projets publiquement connus a significativement diminué, citons parmi les plus actifs OneDrum, une plate-forme collaborative autour des produits MS Office ou b2een un client d'échanges EDI pair à pair utilisé par des grandes sociétés telles que Chevron, Areva ou GE. La licence de JXTA est particulièrement souple et les modifications de code effectuées par certains utilisateurs n'ont pas à être re-publiées, les rendant particulièrement discrets; l'armée américaine et Boeing sont deux exemples.
JXTA est une technologie jeune qui commence à faire ses preuves. Un des principaux freins à son développement est la forte pente de la courbe d'apprentissage de la technologie qui combine la complexité du développement à base de concepts pair à pair (distribués, asynchones…) et une couverture très (trop?) large des fonctionnalités (multiples protocoles, broadcasting, multicasting, NAT traversal, distributed services, etc.).
Plusieurs implémentations de JXTA existent, la plus avancée étant celle en Java (appelée JXSE et donc « multiplateforme ») qui utilise XML pour l'échange des données, ce qui fournit donc une grande interopérabilité.
La prochaine version de l'implémentation Java (JXSE), 2.6, devrait être disponible en juin 2010. Début mai, une 2.6 CR2 est disponible sur le SVN.
Le site web du projet (référencé ci-dessous) est fermé, depuis novembre 2010 la société Oracle a annoncé officiellement son retrait de ce projet.